# Ribautiana debilis
Ribautiana debilis är en insektsart som först beskrevs av Douglas 1876.  Ribautiana debilis ingår i släktet Ribautiana och familjen dvärgstritar. Inga underarter finns listade i Catalogue of Life.

## Bildgalleri

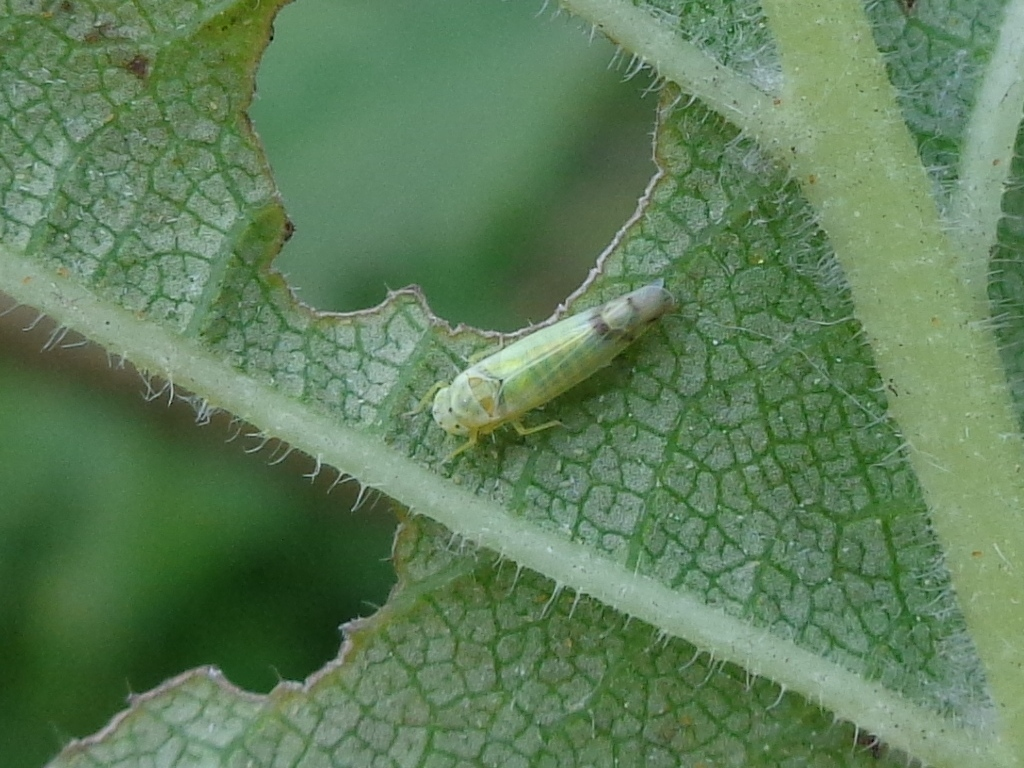